# Tarquinius Priscus
Lucius Tarquinius Priscus, nebo také Tarquinius Starší, byl legendárním pátým římským králem. Vládl v letech 616–579 př. n. l. Jeho ženou byla Tanaquil, která byla stejně jako on původem z Etrurie.
Dobové prameny zachycující období vlády legendárních králů se nedochovaly. Hlavními zdroji iformací o té době jsou Římské starožitnosti od Dionýsia z Hlaikarnassu a Dějiny od založení Města od Tita Livia. Oba autoři však byli vedeni snahou glorifikovat historii Říma, Dionýsios se navíc snažil prokázat propojení s Řeckem. Informace proto nemusí být historicky přesné. Období vlády římských králů je proto považováno spíše za legendu.

## Mládí
Podle římského historika Livia pocházel Tarquinius Priscus z etruského města Tarquinií (etrusky Tarch(u)na, v římské době Tarquinii), které leželo poblíž dnešní Tarquinie. Poté, co zdědil veškerý otcův majetek, pokoušel se získat nějaký politický úřad. Jelikož pro řecký původ svého otce nemohl získat politický úřad v Tarquiniích, odešel se svou ženou Tanaquil na její radu do Říma. Podle pověsti prý při jejich příjezdu do Říma ve válečném voze sebral Tarquiniovi orel pokrývku hlavy a poté mu ji vrátil zpět na hlavu. Tanaquil, jež byla zběhlá ve výkladu proroctví, to vyložila jako předzvěst Tarquiniovy budoucí velikosti.
Tarquinius Priscus si v Římě získal uznání díky své laskavosti. Všiml si ho sám král a ustanovil jej poručníkem svých synů.

## Římský král

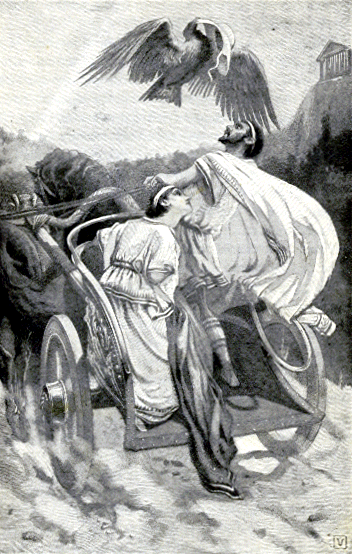
Tarquinius a orel

Přestože byl čtvrtý římský král Ancus Marcius (asi 677–617 př. n. l.) vnukem druhého krále Numy Pompilia (asi 750–672 př. n. l.), neujal se po něm vlády jeho syn, protože v Římě ještě neplatil princip dědičné monarchie. Po žádném z prvních tří králů se nestal nástupcem jeho syn, neboť všichni jejich následníci byli za vládce prohlášeni římským lidem. Po Marciově smrti se Tarquinius obrátil na kurijní shromáždění (comitia curiata) a přesvědčil patricije, že by měl být zvolen králem, protože Marciovi synové jsou ještě příliš mladí. Podle Tita Livia byli Marciovi synové v době otcovy smrti na lovecké výpravě, a nemohli proto rozhodování shromáždění nikterak ovlivnit.
Tarquinius podle Tita Livia zvýšil počet senátorů na 300, když senát doplnil o sto příslušníků menších předních rodů. V římské armádě zdvojnásobil počet římské válečné jízdy. Dal rovněž vybudovat kanalizační systém Cloaca maxima (doslova Velká stoka) k odvodnění mokřin a odvodu odpadu z města.
Tarquinius Priscus je některými autory považován za historickou osobu (na rozdíl od jeho předchůdců) a za skutečného zakladatele starověkého Říma jako města.